# Кирни, Талли
Талли Кирни (англ. Tully Kearney; род. 11 апреля 1997, Ноттингем, Восточный Мидленд) ― британская пловчиха-паралимпиец, семикратная чемпионка мира, чемпионка и серебряный призёр Паралимпийских игр 2020 в Токио. Офицер ордена Британской империи (2024).

## Биография
Родилась 11 апреля 1997 года, Ноттингем, Англия.
Она родилась с церебральным параличом (спастической диплегией) и в подростковом возрасте у неё развилась генерализованная дистония, прогрессирующее неврологическое двигательное расстройство. Эти состояния в первую очередь влияют на её нижние конечности, а также на её левую руку, плечи и контроль туловища. Далее у неё развился сколиоз в 2019 году.
Кирни посещала школу Купера и Джордана в Олдридже, где одной из её однокурсниц была будущая золотая медалистка Паралимпийских игр Элли Симмондс.
Талли продолжила образование в Королевской школе Вулверхэмптона. Кирни училась на A-Level в Streetly Academy.
Она получила степень бакалавра (с отличием) по физиологии в Манчестерском столичном университете, где сейчас учится на степень магистра физиологии человека. Она является покровителем Dystonia UK и неустанно работает над повышением осведомлённости об этом редком прогрессирующем неврологическом двигательном расстройстве.

## Спортивная карьера
Талли Кирни участвует в классификациях S5, SB4, SM5 для пловцов с ограниченными физическими возможностями. Она выиграла медали на трёх чемпионатах мира IPC по плаванию, выиграла бронзу на чемпионате мира IPC в 2013 году, установив британский рекорд; четыре золота, серебро и бронза на чемпионате мира 2015 года, установившее три европейских рекорда, и три золота на чемпионате мира по паралимпийскому плаванию в 2019 году, установив три британских рекорда. Она также выиграла золото и бронзу на чемпионате мира по паралимпийскому плаванию в Европе в 2018 году. Кирни является многократным рекордсменом Великобритании и Европы.

## Паралимпиада в Токио
В июле 2021 года она была включена в команду Великобритании для участия в перенесённых летних Паралимпийских играх 2020 года в Токио. На этой Паралимпиаде Талли Кирни стала чемпионкой в дисциплине «100 м вольный стиль S5» и завоевала серебряную медаль в дисциплине «200 м вольный стиль S5».